# John Kerry
John Forbes Kerry (Aurora (Colorado), 11 december 1943) is een Amerikaans politicus en diplomaat van de Democratische Partij. Hij was senator voor Massachusetts van 1985 tot 2013 en minister van Buitenlandse Zaken in het kabinet-Obama van 2013 tot 2017. In 2004 was hij presidentskandidaat namens de Democratische Partij. Hij verloor die presidentsverkiezingen van George W. Bush, die een tweede termijn zeker stelde. Van 2021 tot 2024 diende Kerry als speciaal klimaatgezant van president Joe Biden.

## Jeugd en opleiding
John Kerry werd geboren in het Fitzsimons Army Hospital in Aurora bij Denver (Colorado). Vader Richard Kerry was tijdens de Tweede Wereldoorlog testpiloot in het Army Air Corps. Kort na Kerry's geboorte keerde het gezin terug naar Massachusetts. De familie was katholiek, en als kind diende Kerry als misdienaar.
Kerry studeerde aan Yale, waar hij lid werd van het geheime genootschap Skull and Bones, evenals George W. Bush. Hij studeerde in 1966 af. Tijdens de Vietnamoorlog diende hij van 1966 tot 1969 in de Amerikaanse marine, waarvan enkele maanden in Vietnam. In 1970 werd hij woordvoerder van de Amerikaanse veteranen tegen de Vietnamoorlog (VVAW). Hij getuigde in 1971 namens de VVAW in de Amerikaanse Senaat.
Hij studeerde aan de rechtenfaculteit van Boston College, waar hij in 1976 afstudeerde, waarna hij begon als advocaat.
Vervolgens werd hij openbaar aanklager. In 1982 werd Kerry vicegouverneur van Massachusetts, en in 1984 werd hij voor de Democratische Partij in de Senaat gekozen. Hij werd herkozen in 1990, 1996 en 2002.

### Afkomst
Kerry's grootvader van vaderskant, Frederick A. Kerry, werd als Fritz Kohn geboren in Horní Benešov, een plaatsje in Oostenrijk-Hongarije (nu Tsjechisch Silezië)  en groeide op in Mödling, een kleine plaats in de buurt van Wenen. Kohns vrouw Ida Loewe was geboren in Boedapest. Beiden waren Duitssprekende Joden. In 1901 bekeerde Fritz Kohn zich echter tot het katholicisme en wijzigde zijn naam in Frederick Kerry.
Een Tsjechische historicus meldt dat Ida een afstammeling is van Sinai Loew, een van de drie oudere broers van rabbi Judah Loew (1525 - 22 augustus 1609), een bekende kabbalist en talmoedist, bekend als de Maharal van Praag. Een broer en een zus van Ida, Otto Loewe en Jenni Loewe, werden in 1942 door de nazi's vanuit Wenen gedeporteerd. Otto kwam om in Theresienstadt en Jenni in Treblinka.
In 1905 emigreerde het echtpaar naar de nieuwe wereld. Eenmaal in de VS kregen de kersverse Kerry's drie kinderen, onder wie de vader van John Kerry. De kinderen werden katholiek opgevoed.
John Kerry's grootvader van moederskant, James Grant Forbes, werd geboren in Shanghai, waar de familie Forbes een fortuin vergaarde met de handel in onder andere opium. Forbes trouwde met Margaret Tyndal Winthrop, uit een familie die diep is geworteld in de geschiedenis van New England. Via haar is John Kerry verwant aan vier eerdere presidenten inclusief, ironisch genoeg, George Walker Bush.
Kerry's vader, Richard John Kerry, werd in 1916 geboren in Massachusetts. Na kort te hebben gediend bij de Amerikaanse strijdkrachten, ging hij bij de diplomatieke dienst van het Amerikaans ministerie van Buitenlandse Zaken werken. In 1937 ontmoette hij Rosemary Forbes. Ze kwam uit een gezin van zeven kinderen en deed een verpleegstersopleiding. Tijdens de Tweede Wereldoorlog werkte ze bij het Rode Kruis in Parijs. Het stel trouwde in januari 1941 in Montgomery, Alabama.

### Jeugdjaren
Volgens Kerry stamt zijn eerste herinnering van toen hij drie jaar oud was, toen hij aan de hand van zijn huilende moeder door het gebroken glas en puin van haar ouderlijk huis in Saint-Briac in Frankrijk liep. Dit gedenkwaardige bezoek kwam kort nadat Saint-Briac door Amerikaanse strijdkrachten bevrijd was op 14 augustus 1944. Het familielandgoed, bekend als Les Essarts, was tijdens de oorlog bezet door de nazi's die het als hoofdkwartier gebruikten. Toen de Duitsers op de vlucht sloegen, bombardeerden ze Les Essarts, waarna het afbrandde.
Het verwoeste landgoed werd in 1954 herbouwd. Kerry en zijn ouders zouden er vaak hun zomervakantie doorbrengen. Gedurende deze zomers werd hij goede vrienden met zijn eerste neef Brice Lalonde, een toekomstig socialistisch leider van de Franse Groenen die in 1981 een gooi naar het Franse presidentschap deed.
Omdat Kerry's familie vaak verhuisde, bezocht hij als kind verscheidene scholen. Vele jaren later zei hij hierover: "Tot mijn eeuwig verdriet was ik altijd aan het weggaan en het afscheid nemen. Het had een effect op je. Het verhardde je. Er was niet veel bestendigheid en bakermat. Voor kinderen is dat geen ideale situatie." Op zijn elfde werd hij naar een Zwitsers internaat gestuurd, terwijl zijn familie in Berlijn woonde. Tijdens een bezoek aan thuis reed hij in de stad rond om de ruïnes van de voormalige Duitse hoofdstad te verkennen. Kerry wist zelfs de Sovjetsector binnen te glippen, totdat zijn vader hierachter kwam en er een eind aan maakte. Als jongen bracht Kerry veel tijd alleen door. Hij fietste door Frankrijk, nam een veer van Noorwegen naar Engeland, kampeerde een keer in Sherwood Forest. Tijdens de periode op het internaat zag Kerry de film Scaramouche, die zijn favoriete film werd. Hij noemde later zijn motorboot naar de hoofdfiguur.

### Internaat (1957-1962)
Omdat zijn vader ambassadeur in Oslo werd, werd Kerry naar een internaat gestuurd. In 1957 ging hij naar de Fessenden School in West Newton, een plaats in Newton, Massachusetts. Daar ontmoette hij Richard Pershing, een kleinzoon van de befaamde generaal John Pershing, zij werden vrienden.
Het jaar daarop schreef hij zich in aan de St. Paul's School in Concord en in 1962 behaalde hij daar zijn diploma. Het salaris dat zijn vader verdiende was niet voldoende om het schoolgeld te betalen, maar Kerry's kinderloze oudtante Clare Winthrop, die al op hoge leeftijd was, nam vrijwillig de kosten op zich. Kerry voelde zich een buitenstaander op deze school omdat hij een katholiek liberaal was terwijl de meesten van zijn medescholieren republikeinse episcopalen waren.
Ondanks deze aanpassingsmoeilijkheden maakte hij vrienden en kwamen zijn interesses tot ontwikkeling. Hij bekwaamde zich in spreekvaardigheid en raakte geïnteresseerd in politiek. In zijn vrije tijd vermaakte hij zich met ijshockey en lacrosse, dat hij speelde in teams geleid door Robert S. Mueller III, de voormalig directeur van de FBI. Kerry speelde ook basgitaar in de schoolband The Electras, die in 1961 een album uitbracht. Hiervan werden slechts 500 exemplaren gemaakt. In 2004 verwisselde een exemplaar van eigenaar voor 2551 dollar.
In 1959 richtte Kerry op St. Paul's de John Winant Society op om over actuele onderwerpen te debatteren. Dit genootschap bestaat nog steeds. In november 1960 hield hij zijn eerste politieke toespraak, waarin hij zich uitsprak voor de verkiezing van John F. Kennedy tot president.

### Ontmoetingen met president Kennedy (1962)
In 1962 stelde Kerry zich beschikbaar voor Edward Kennedy's eerste campagne voor de Amerikaanse Senaat. Die zomer kreeg hij verkering met Janet Jennings Auchincloss, de halfzus van Jacqueline Kennedy. Auchincloss nodigde Kerry uit om haar familielandgoed te bezoeken: Hammersmith Farm bij Newport, Rhode Island. Daar ontmoette hij president Kennedy voor de eerste keer. Ze ontmoetten elkaar een aantal weken later opnieuw, ditmaal tijdens de America's Cup-zeilrace voor de kust van Rhode Island.

### Yale-universiteit (1962-1966)
In 1962 ging Kerry aan Yale-universiteit politieke wetenschappen studeren. Hij zou er in 1966 zijn BA halen. Kerry speelde in de voetbal-, ijshockey-, lacrosse- en schermteams. Daarnaast nam hij vlieglessen. Om in de zomers extra geld te verdienen laadde hij vrachtwagens in een groentedistributiecentrum, en verkocht hij encyclopedieën aan huis.
In zijn tweede jaar werd Kerry president van de Yale Political Union. Door zijn betrokkenheid bij deze politieke vereniging kon hij zich bezighouden met de belangrijke kwesties van die dagen, zoals de Amerikaanse burgerrechtenbeweging en het "New Fontier"-programma van president Kennedy. Onder begeleiding van zijn leraar in debatteerkunst, de hoogleraar geschiedenis Rollin Osterweis, won Kerry tientallen debatten tegen andere studenten uit het hele land. In april 1965 werd Kerry lid van het Skull and Bones-genootschap, op uitnodiging van zijn vriend John Shattuck. Ook zijn latere uitdager George Walker Bush was lid van deze groep, die slechts op uitnodiging zijn leden toelaat.
In maart 1965, toen de Vietnamoorlog uit de hand begon te lopen, won hij als beste redenaar in de juniorklasse de Ten Eyckprijs, met een kritische toespraak over het Amerikaanse buitenlandse beleid. In die toespraak zei hij: "Het spook van het westers imperialisme veroorzaakt onder Afrikanen en Aziaten meer angst dan het communisme, en dus zal het zichzelf verslaan." Omdat hij zo goed in het openbaar kon spreken werd hij uitgekozen om namens zijn jaargenoten een afstudeerspeech te houden. De toespraak die op het laatste moment was geschreven vormde een brede kritiek op het Amerikaanse buitenlands beleid, inclusief de oorlog.

## Militaire dienst (1966-1970)
Tussen de jaren 1966 en 1970 diende Kerry als luitenant in de Amerikaanse marine ten tijde van de oorlog in Vietnam. Zijn laatste uitzending naar Vietnam was vier maanden als bevelvoerend officier op een snel patrouillevaartuig, een zogenaamde Swift Boat in 1969. Gedurende die periode werden hem meerdere medailles verleend, waaronder de zilveren ster, bronzen ster en drie purperen harten. Tijdens zijn campagne voor het presidentschap werd zijn militaire carrière onderwerp van discussie.

### Militaire dienst op de USSGridley
Nadat zijn aanvraag om uitstel van dienstplicht met 12 maanden was geweigerd - Kerry wilde in Parijs studeren - werd Kerry vrijwilliger bij de reservisten van de Amerikaanse marine. Hij trad aan op 18 februari 1966 en kwam in actieve militaire dienst op 19 augustus.
Na een opleiding van 16 weken aan de cadettenschool van het trainingscentrum voor de Amerikaanse marine in Newport op Rhode Island te hebben doorlopen, ontving hij op 16 december zijn aanstelling als officier.
Op 3 januari 1967 begon Kerry aan een tienweekse cursus voor de functie Officier Schadebeperking op het marineopleidingcentrum op Treasure Island (Californië). Op 22 maart meldde hij zich bij het trainingscentrum luchtafweer voor een opleiding tot wachtofficier gevechtsinformatiecentrum.
Kerry werd voor het eerst uitgezonden op 8 juni 1967 waarbij hij diende als kornet op de elektra-afdeling van het geleidewapens-fregat USS Gridley. Op 9 februari 1968 voer de Gridley uit voor stationering in de westelijke Grote oceaan. De volgende dag vroeg Kerry om overplaatsing naar Vietnam, bij voorkeur als commandant van een snel patrouillevaartuig (PCF), een zogenaamde Swift Boat. Deze 17 meter lange schepen hebben een huid van aluminium en hebben weinig tot geen bepantsering, maar ze zijn zwaar bewapend en moeten het van hun snelheid hebben. (Kerry's tweede keus was officier op een rivierpatrouilleboot). "Ik wilde niet echt betrokken raken bij de oorlog," zei Kerry in een boek van Vietnamherinneringen dat in 1986 gepubliceerd werd. "Toen ik me opgaf voor de snelboten hadden ze weinig van doen met oorlogvoering. Ze werden ingezet in kustpatrouilles. Dat dacht ik te doen te zullen krijgen."
De Gridley voer langs verscheidene plaatsen zoals Wellington in Nieuw-Zeeland, Subicbaai op de Filipijnen en de Golf van Tonkin nabij de kust van Noord-Vietnam waar het schip vliegdekschepen ondersteunde. Het schip had gedurende deze periode geen vijandige contacten en trok terug naar de V.S. op 27 mei waar het aanmeerde in de haven van Long Beach, Californië op 6 juni.
Tien dagen na terugkeer werd Kerry op 16 juni gepromoveerd tot de rang van junior-luitenant en op 20 juni verliet hij de Gridley voor een speciale training op de amfibische basis van de marine in Coronado.

### Kerry's diensttijd als commandant van een swiftboot
Na het voltooien van de training tot commandant van een swiftboot op 17 november meldde Kerry zich op 1 december voor dienst bij het kustsquadron 1 van de 14e kustdivisie op Cam Ranhbaai in Zuid-Vietnam.
De twee swiftboten die Kerry geleid heeft, namen deel aan Operatie Sealords, het geesteskind van admiraal Elmo R. Zumwalt jr. Het doel een agressievere Amerikaanse militaire aanwezigheid te realiseren in een gebied dat al lang een haard van de Vietcong was. Als onderdeel van dat plan moesten de swiftboten de smalle waterwegen van de Mekongrivierdelta patrouilleren om vijandelijke troepenverplaatsingen te kunnen ontdekken, vijandelijke aanvoerroutes af te snijden, aanvallen uit te lokken en anderszins de vijandige troepen uit hun tent te lokken.
Gedurende een vier maanden durende dienst als commandant leidde Kerry patrouilles met een vijfpersoonsbemanning in door vijanden beheerste gebieden rond de Cua Longrivier. Hij was eerst commandant van de swiftboot PCF-44. Eind januari 1969 werd Kerry overgeplaatst naar de PCF-94, die hij op 18 missies gedurende de volgende 48 dagen leidde.

#### Eerste Purple Heart-onderscheiding
In de nacht van 2 op 3 december 1968 voeren Kerry en zijn bemanning met een kleine boot een patrouille uit bij een schiereiland ten noorden van de Cam Ranhbaai. Tijdens die patrouille betrapten ze een aantal mensen die bootjes aan het lossen waren, en wegrenden toen ze gezien waren. Toen de Vietnamezen weigerden te reageren op een bevel om te stoppen, gaf Kerry de bemanning opdracht het vuur te openen. Gedurende dit treffen werd Kerry met een schampschot geraakt in de linkerarm boven de elleboog. Uit zijn arm werd een granaatscherf gehaald en de wond werd behandeld met bacitracine en verbonden. Kerry keerde reeds de volgende dag terug op het strijdtoneel waarbij hij een gewone swiftbootpatrouille uitvoerde. Voor deze wond werd Kerry onderscheiden met zijn eerste Purple Heart.

#### Kerry's ontmoeting met Zumwalt en Abrams
Destijds hanteerde het militair commando in Vietnam een beleid van "vrijvuurzones". In deze gebieden moesten de militairen schieten op iedereen die zich na de avondklok vertoonde, zonder eerst na te gaan of ze vijandelijk waren. Zulke treffens konden leiden tot de dood van onschuldige burgers.  Kerry heeft verklaard, dat hij nooit gedacht heeft dat hij of zijn bemanning iets verkeerds deden: "Er was niemand in dat gebied die niet wist dat je je 's avonds niet in dat gebied begeeft, dat je je niet in een sampan de rivier op gaat, en er was een avondklok." Desalniettemin concludeerde hij spoedig dat het beleid veranderd moest worden.
Op 22 januari 1969 hadden Kerry en nog enkele officieren een ongebruikelijke ontmoeting in Saigon met admiraal Elmo Zumwalt en met generaal Creighton Abrams, de bevelhebber van de Amerikaanse strijdkrachten in Vietnam. Kerry en de andere officieren vertelden dat het "vrijvuurbeleid" de Vietnamezen van hen vervreemdde en dat de operaties met de swiftboten niet het beoogde effect hadden, namelijk het afsnijden van de toevoerlijnen van de Vietcong.

#### Tweede Purple Heart
Kerry ontving zijn tweede Purple Heart voor zijn acties op de Bo De-rivier op 20 februari 1969. Het was de bedoeling dat de swiftboten ondersteund zouden worden door helikopters. Toen ze de Bo De opgingen, werden de helikopters echter aangevallen. Ze keerden terug naar hun basis om te tanken en waren voor enkele uren niet in staat om de missie voort te zetten. Kerry beschreef de situatie in zijn notitieblokje: "We hadden daardoor de keus: wachten op de onzekere terugkeer van de helikopters en eventuele sluipschutters meer tijd te geven een hinderlaag op te zetten op onze terugweg, of we konden de kans grijpen en onmiddellijk zonder dekking terugkeren. We kozen voor het laatste."
Toen de swiftboten de Cua Lon bereikten werd Kerry's boot getroffen door een granaatprojectiel met raketaandrijving en Kerry raakte gewond door een granaatscherf, dit keer in zijn linkerbeen. Hierna kwamen ze geen problemen meer tegen en bereikten veilig de golf van Thailand. Kerry heeft nog steeds een granaatscherf in zijn been omdat de doktoren die hem behandelden het beter vonden om geen grote wond te maken, en alleen het beschadigde weefsel te verwijderen en de wond te hechten.
Kerry kreeg een tweede Purple Heart voor zijn verwonding, maar hij liet geen verstek gaan voor zijn dienstuitoefening.

#### Zilveren ster
Acht dagen later, op 28 februari, vond er een incident plaats waarvoor Kerry een zilveren ster kreeg. Bij deze gebeurtenis voerde hij het tactisch commando over zijn swiftboot plus twee andere. Zij moesten een team van de genie en enkele tientallen Zuid-Vietnamese militairen vervoeren, die vijandige sampans, bouwwerken en bunkers moesten vernietigen. Varend over de Bay Haprivier liepen ze in een hinderlaag. Kerry liet de boten naar de kust draaien en de Vietcongposities onder schot nemen. Volgens de officiële toelichting van admiraal Zumwalt bij de medailleverlening leidde hij deskundig het vuur van zijn boordgeschut, terwijl hij de inzet van de Zuid-Vietnamese troepen coördineerde.
Nadat ze de Zuid-Vietnamese militairen en een team van drie Amerikaanse militaire adviseurs aan land hadden gezet op de plek van de hinderlaag, gingen Kerry's boot en nog een andere boot verder de rivier op om de vluchtende vijanden op te sporen. De boten kwamen onder vuur te liggen van verscheidene B-40-raketten van de Vietcong, waarbij er eentje de vensters van het manschappenverblijf verbrijzelde. De normale procedure zou zijn geweest op de oever te vuren en naar een locatie uit de oever te varen.
In plaats hiervan beval Kerry de boot te keren en de vijandige posities aan te vallen. Zodra ze de oever naderden sprong er een Vietcongsoldaat uit het struikgewas met een geladen raketwerper. Omdat de vijandige soldaat slechts op korte afstand van de boot stond, kon voorstevenschutter Tommy Belodeau de man in het been schieten met het 7.62x51-kaliber-M-60-machinegeweer. De persoon gaf echter niet op; volgens de bemanningsleden blokkeerde het machinegeweer van Belodeau toen hij vuurde en ook het bemanningslid Michael Medeiros slaagde er niet in te vuren. Kerry sprong aan land en zette, gevolgd door enkele bemanningsleden, de achtervolging in op de vluchtende man die nog steeds bewapend was met een raketwerper, en doodde hem. De medailletoelichting meldt dat Kerry "een aanvalsgroep leidde welke het gebied schoonveegde" totdat "de vijand compleet verdreven was". De missie werd als hoogst succesvol aangemerkt, omdat zij verschillende vijandelijke doelen vernietigd had, aanzienlijke vijandelijke gevechtsmiddelen had geconfisqueerd en er geen slachtoffers waren gevallen.
Bronnen uit Kerry's omgeving zeggen dat het incident een diepgaand effect op hem had: "Het is de reden dat hij zo boos wordt als zijn patriottisme in twijfel wordt getrokken. Het was een traumatische ervaring die hij nog steeds bij zich draagt en hij ging erdoorheen voor zijn vaderland." Het beïnvloedt de manier waarop Kerry iedere dag leeft, zei de bron, omdat "hij heel goed weet dat hij vandaag niet in leven zou zijn als hij niet het leven van een andere man had genomen die hij nooit ontmoet had".

#### Bronzen ster en derde Purple Heart
Op 13 maart liep Kerry's boot op een mijn terwijl ze terugvoer naar de basis via de Bay Hap-rivier. Een mijn ontplofte precies onder een van de boten, de PCF-3, waardoor deze uit het water werd opgetild. Kort daarop ging er een mijn af in de buurt van Kerry's boot, de PCF-94.
Luitenant James Rassmann, een groene baret sloeg daarbij overboord en John Kerry werd geraakt in zijn arm. Vlak hierna kwam de boot onder vuur te liggen vanaf beide oevers.
Rassman dook naar de rivierbodem toen de swiftboten probeerden te ontsnappen. Toen hij weer boven kwam om lucht te happen vuurde de vijand herhaaldelijk op hem. Rassman zwom naar de noordelijke oever in de verwachting gevangengenomen te worden, maar Kerry keerde terug toen hij zich realiseerde dat hij een bemanningslid kwijt was. Onder zwaar vuur wist Kerry Rassman te redden en de boot ontsnapte naar de Golf van Thailand. Rassman nomineerde Kerry voor een bronzenstermedaille die hem later werd toegewezen in combinatie met een zogeheten valour device, een extra decoratie op de medaille voor heldhaftige daden. In de logboeken van de Amerikaanse marine wordt gemeld:
"Lt. Kerry gaf zijn schutters opdracht dekkend vuur te geven, terwijl hij vanuit zijn kwetsbare positie op de boeg met een pijnlijke bloedende arm, met gevaar voor eigen veiligheid, de man aan boord trok. Lt. Kerry gaf vervolgens opdracht om te keren en het andere beschadigde vaartuig te assisteren en sleepte de boot in veiligheid. Lt. Kerry's kalmte, professionalisme en grote persoonlijke moed terwijl hij onder vuur lang zijn in lijn met de hoogste tradities van de Amerikaanse marine."
Kerry raakte in dit incident dus weer gewond, en het was hierom dat hij zijn derde purperen hart toegewezen kreeg. Zijn verwondingen omvatten verscheidene schampwonden in zijn linker bovenbil die ontsmet werden en verbonden. Hij leed ook aan het kneuzen en builen door het raken van het waterdichte schot, dat met warm weken werd behandeld. Hij was twee dagen buiten dienst.

### Terugkeer uit Vietnam
Op 17 maart 1969, kort na zijn derde verwonding, tekende Commodore Charles Horne een document waarin Kerry teruggeplaatst werd in de V.S.; de regeling was dat soldaten die driemaal gewond raakten niet langer in gevechtssituaties hoefden te dienen.
Na een laatste patrouille werd Kerry overgebracht naar Cam Ranhbaai voor vijf a zes dagen. Zijn uitzending naar Vietnam eindigde begin april. Op 11 april meldde hij zich bij de Atlantische Militaire Zeetransportdienst te Brooklyn, New York waar hij voor een jaar in actieve dienst bleef als assistent van een hoge officier. Op 1 januari werd Kerry gepromoveerd tot luitenant, op 3 januari verzocht hij om ontslag uit dienst. Op 1 maart verliet hij de actieve dienst.
In totaal heeft Kerry dienstgedaan voor drie en half jaar, van augustus 1966 tot maart 1970. Kerry heeft vijf vrienden in de oorlog verloren, inclusief zijn klasgenoot in Yale Richard Pershing, die sneuvelde op 17 februari 1968.
In 1970 werd hij naar de Naval Reserve overgeplaatst en later, in 1972, overgeplaatst naar de Standby Reserve, waar hij niet langer aan reserveactiviteiten hoefde deel te nemen. Hij ontving zijn eervol ontslag in 1978.

### Kritiek op militaire dienst en onderscheidingen
Critici hebben verscheidene aspecten van Kerry's militaire dienst in twijfel getrokken. Terwijl de presidentiële campagne van 2004 op gang kwam, vormden zo'n 200 Vietnamveteranen de groep Swift Boat Veterans for Truth (SBVT). SBVT hield persconferenties, plaatste advertenties en ondersteunde een boek waarin Kerry's staat van dienst en onderscheidingen in twijfel werden getrokken. Verscheidene SBVT-leden zaten in dezelfde eenheid als Kerry, maar slechts een daarvan, Stephen Gardner, diende op dezelfde boot. Onder de SBVT-leden waren twee van Kerry's voormalige commandanten, Grant Hibbard en George Elliott. Hibbard en Elliott hebben beweerd dat Kerry's eerste purperhart respectievelijk zijn zilveren ster onverdiend waren. Bovendien hebben leden van de SBVT vraagtekens gezet bij zijn andere medailles alsook bij de waarheidsgetrouwheid van zijn getuigenissen na de oorlog. Verdedigers van John Kerry's staat van dienst hebben de organisatoren van SBVT ervan beschuldigd een nauwe relatie te hebben met de presidentiële campagne van George Bush.

### Aansluiting bij Vietnamveteranen tegen de oorlog
Zodra hij terug was in de V.S. sloot Kerry zich aan bij Vietnam Veterans Against the War (VVAW). Deze groepering, bestaande uit zo'n 20.000 man, werd gezien als een effectief onderdeel van de anti-oorlogbeweging. De leden van de VVAW, waaronder Kerry, konden uit persoonlijke ervaring spreken over wat zij in Vietnam gezien hadden. Bovendien werden ze geacht omdat ze hun dienst in Vietnam vervuld waren, en er derhalve recht op hadden op zijn minst fatsoenlijk gehoord te worden. Amerikanen die tegen de oorlog waren, waren dankbaar voor het werk van de VVAW. Veel Vietnamveteranen zagen de organisatie als een mogelijkheid een stem te geven aan de kijk van gewone soldaten en de officiële misleiding aan de kaak te stellen. Veel andere veteranen, zoals degenen die in 2004 de Swift Boat Veterans for Truth opgericht hebben, verafschuwden de acties van de VVAW; zij ervoeren het als een aanval op hun militaire dienst.

### Getuigenis voor het comité buitenlandse relaties van de Amerikaanse senaat
Op 22 april 1971 werd Kerry de eerste Vietnamveteraan die voor het congres getuigenis aflegde, toen hij in een hoorzitting van een senaatscommissie verscheen over voorstellen met betrekking tot het beëindigen van de oorlog. In uniform met onderscheidingen sprak Kerry bijna twee uur met de senaatscommissie voor buitenlandse relaties in wat later de Fulbrighthoorzitting genoemd werd, naar de voorzitter van de zitting, senator J. William Fulbright. Hij begon een toespraak waarin hij de conclusies van de Winter Soldier Investigation beschreef, waarin soldaten beschreven hoe ze zelf oorlogsmisdaden hadden gepleegd, of anderen hadden zien plegen. Kerry zei niet dat hij ze zelf gezien had. Hij besprak wel de problemen waar terugkerende veteranen mee geconfronteerd werden.
Zijn getuigenis behandelde vooral de bredere politieke kwesties. Kerry gaf aan dat de oorlog naar zijn mening in essentie een burgeroorlog was en dat niets in Vietnam een realistische bedreiging voor de V.S. was. Hij betoogde dat de ware reden voor de voortdurende gevechten politieke doeleinden waren: "Iemand moet sterven zodat president Nixon niet – en dit zijn zijn woorden: 'de eerste president wordt die een oorlog verliest.'" Die conclusie bracht hem tot de vraag: "Hoe vraag je iemand de laatste te zijn om voor een vergissing te sterven?"
Senator Fulbright vroeg Kerry of hij enige van de voorstellen die voor het comité lagen steunde. Kerry antwoordde dat, op basis van zijn gesprekken in Parijs met beide communistische delegaties naar het vredesoverleg, hij instemde met senator Vance Hartke dat, indien de V.S. een datum voor haar terugtrekking zou geven, het dan de invrijheidstelling van zijn krijgsgevangenen kon krijgen.

### Protest bij het Capitool
De dag na zijn getuigenis nam Kerry deel aan een demonstratie met 800 andere veteranen waarin hij en andere veteranen hun medailles en lintjes over een hek wierpen vlak voor het gebouw van het Capitool om hun weerzin tegen de oorlog te symboliseren. Jack Smith, een marinier, las een verklaring voor waarin de veteranen uitlegden waarom ze hun militaire onderscheidingen teruggaven aan de regering. Gedurende meer dan twee uur gooiden boze veteranen hun medailles, lintjes, hoofddeksels, jassen en militaire documenten over het hek. Iedere veteraan gaf zijn of haar naam, woonplaats, diensttak en een verklaring. Toen Kerry zijn lintjes en medailles plus die van twee afwezige veteranen over het hek wierp, was zijn verklaring: "Ik doe dit niet vanwege gewelddadige redenen, maar voor vrede en gerechtigheid en om dit land voor eens en voor al wakker te schudden."

### Mediaoptredens
Omdat Kerry een gedecoreerd veteraan was die een positie in nam tegen het regeringsstandpunt, werd hij geregeld geïnterviewd door omroepen en gedrukte media. Hij kon deze gelegenheden gebruiken om de thema's van zijn getuigenis voor de senaat aan een breder publiek te brengen.
Kerry verscheen bijvoorbeeld meer dan eens bij de The Dick Cavett Show op de Amerikaanse zender ABC. In één programma van Cavett (30 juni 1971) betoogde Kerry in een debat tegen Vietnamveteraan John Neill dat sommige richtlijnen van de Amerikaanse militaire leiders in Vietnam, zoals de vrijvuurzones en het afbranden van de huizen van niet-strijders in strijd met het oorlogsrecht waren. In de Washington Star van 6 juni 1971 zette hij uiteen hoe hij en andere swiftbootofficieren gedesillusioneerd waren geraakt door het contrast tussen wat leiders hen vertelden en hetgeen ze zagen: "Toen realiseerde ik me dat ik nooit zou kunnen zwijgen over de realiteit van de oorlog in Vietnam."

### Operatie POW
Kerry's bekendheid maakte hem ook een vaak gezien leider en spreker op anti-oorlogsmanifestaties in 1971. Een opmerkelijke actie was operatie POW, georganiseerd door de VVAW in Massachusetts. Het protest ontleende zijn naam zowel aan de gedachte dat de Amerikanen krijgsgevangene zijn van de oorlog in Vietnam, alsook om de Amerikaanse krijgsgevangenen die door Noord-Vietnam gevangen werden gehouden te eren.
De manifestatie probeerde anti-oorlogsactivisme te koppelen aan patriottische thema's. Gedurende het Memorial Day-weekend marcheerden veteranen en andere deelnemers van Concord, Massachusetts naar het Boston Common-park in Boston. Het plan was de geest van de Amerikaanse Revolutie en Paul Revere op te roepen door achtereenvolgende nachten door te brengen op de locaties van de slagen bij Lexington en Concord en de slag om Bunker Hill, wat uit zou lopen op een protestbijeenkomst op Memorial Day met een publieke lezing van de Amerikaanse Onafhankelijkheidsverklaring.
De tweede nacht van de mars, 29 mei, werd Kerry voor de enige maal in zijn leven gearresteerd. Toen de deelnemers probeerden op het dorpsgrasveld in Lexington, Massachusetts te kamperen, wekte en arresteerde de politie om half drie 's nachts 441 demonstranten, waaronder Kerry, wegens betreden van verboden terrein. Ze kregen de Mirandawaarschuwing en werden weggevoerd in schoolbussen om de nacht door te brengen in de Lexington Public Works Garage. Kerry en de overige demonstranten betaalden een boete van 5 dollar en werden vrijgelaten. Toentertijd bewaarde Kerry's vrouw 100 dollar onder haar kussen voor het geval ze haar echtgenoot uit de gevangenis moest krijgen, mocht hij bij een protest gearresteerd worden. De massa-arrestaties veroorzaakten een publieke reactie en gaven uiteindelijk positieve berichtgeving over de VVAW.
Ondanks zijn belangrijke rol in operatie POW en andere VVAW-manifestaties, kwam Kerry geleidelijk tot de conclusie dat de VVAW radicaliseerde. Kerry probeerde te groep te temperen, in de richting van geweldloosheid te bewegen en ertoe te brengen in harmonie met het systeem te werken. Andere leden waren echter militanter. Kerry verliet de organisatie uiteindelijk vanwege dit verschil in aanpak. Sommigen hebben twijfels geuit over wanneer Kerry de VVAW precies verliet.

## Vroege politieke carrière (1972-1985)

### Campagnevoeren voor congres (jaren 70)
In het begin van de jaren 70 kreeg Kerry de ambitie om zijn politieke werk uit te breiden buiten louter protesteren. Alhoewel sommige anti-oorlogsactivisten afkerig waren van deelname aan verkiezingen, koos Kerry ervoor om zich in de wedloop te wagen voor het Huis van Afgevaardigden. Alhoewel zijn activisme hem nationale bekendheid had gegeven, had hij geen sterke banden met enig electoraal district in Massachusetts.
Hij leefde destijds in Waltham, Massachusetts waar hij in 1970 een kandidaatstelling overwoog. Vroeg in die verkiezingen was er echter een afspraak tussen de aanstaande kandidaten, dat ze zich in de voorverkiezingen achter een enkele Democratische uitdager van het zittende congreslid, de kandidaat Philip J. Philbin, zouden scharen. Kerry plaatste zich in de causus op de tweede plaats na pater Robert Drinan, een jezuïtische priester. Zoals afgesproken steunde Kerry dus Drinan, die de zetel won.
In 1972 zag Kerry geen reden Drinan uit te dagen. In februari van dat jaar kocht Kerry's vrouw, Julia, een huis in Worcester, Massachusetts. Daar zouden ze het tegen een ander zittend congreslid, Harold D. Donohue, op hebben kunnen nemen. Maar in plaats van naar Worcester te verhuizen, huurden ze een appartement in Lowell. Het zittende congreslid in dat district, F. Bradford Morse, was een Republikein van wie vermoed werd dat hij de politiek zou verlaten.
Kerry nam vervolgens deel aan de Democratische voorverkiezing tegen negen andere kandidaten. Zijn campagnehoofdkwartier en dat van een van zijn tegenstanders, de afgevaardigde Anthony R. DiFruscia uit Lawrence bevonden zich in hetzelfde gebouw. Op de vooravond van de voorverkiezing in september werden Kerry's jongere broer Cameron en de campagneleider Thomas J. Valley in de kelder aangetroffen, waar de telefoonlijnen lagen. Ze werden gearresteerd en verdacht van "inbraak met de bedoeling diefstal te plegen," de zaak werd echter een jaar later geseponeerd door een hogere rechtbank. DiFrucia beweerde dat ze zijn inspanningen om mensen over te halen om te stemmen probeerden te verstoren. Vallely en Cameron Kerry hielden vol dat ze alleen hun eigen telefoonlijnen aan het nakijken waren omdat ze een anoniem telefoontje hadden gekregen dat Kerry's lijnen doorgeknipt zouden worden. Cameron Kerry vond dat de politie wel heel erg vlot activeerde en concludeerde dat politieke vijanden een val voor hen opgezet hadden. "Het was een impulsief lichtzinnig iets dat we deden en John Kerry moest de zaak afhandelen," voegde hij eraan toe.
Alhoewel Kerry's campagne geschaad werd door het bericht hierover op de verkiezingsdag, won hij de voorverkiezing nog met een comfortabele marge van afgevaardigde Paul H. Sheehy. DiFruscia werd derde. Kerry verloor in Lawrence en Lowell, de bolwerken van zijn sterkste concurrenten, maar won in 18 van de 22 plaatsen in het district.
In de algemene verkiezingen werd Kerry aanvankelijk als favoriet beschouwd om de Republikeinse kandidaat, de vroegere afgevaardigde Paul W. Cronin en een onafhankelijke kandidaat, Roger P. Durkin, te verslaan. Een belangrijk obstakel was echter het belangrijkste dagblad in het district, de conservatieve Lowell Sun. In het blad werden negatieve artikelen over hem geschreven. Het schreef ook kritisch over zijn bijdragen van buiten de staat en zijn zogenaamde carpetbagging, omdat hij zich pas in april in het district had gevestigd. De laatste klap kwam toen Durkin zich vier dagen voor de stemming terugtrok ten gunste van Cronin. Cronin won de verkiezingen.

### Carrière in advocatuur en politiek (1972-1985)
Na Kerry's nederlaag in 1972 kochten hij en zijn vrouw een huis in Lowell. Hij heeft daar enige tijd gewerkt als fondsenwerver voor het Cooperative for Assistance and Relief Everywhere, een internationale humanitaire organisatie. Hij besloot rechten te gaan studeren. In september 1973 schreef hij zich in bij de Boston College Law School te Newton, Massachusetts. In juli 1974 werd Kerry benoemd tot leidend directeur van Mass Action, een advocatenvereniging te Massachusetts.
Hij ontving zijn rechtendiploma in 1976. Terwijl hij op de universiteit zat, was hij leerling-aanklager geweest in het bureau van de district attorney (openbaar aanklager) van Middlesex County te Massachusetts, John J. Droney. Na het examen gehaald te hebben om als advocaat te Massachusett toegelaten te worden, in 1976, ging hij bij daar fulltime aan het werk als aanklager.
In januari 1977 promoveerde Droney hem tot First Assistant District Attorney. In deze positie voerde en won hij zaken in zowel een belangrijke verkrachtingszaak en een moord. Daarnaast richtte hij twee speciale eenheden in voor witte-boordencriminaliteit en de georganiseerde misdaad, zette hij programma's voor slachtofferhulp op voor slachtoffers van verkrachtingen en andere misdaden, en zorgde hij voor de planning van processen, waarbij hij de prioriteiten van de verschillende zaken in het oog hield.
In 1979 nam Kerry ontslag bij het bureau van de openbaar aanklager en zette een advocatenkantoor op samen met een andere voormalige aanklager. Samen met een vriend opende hij ook een kleine gebak en muffinzaak in Boston bij Quincy Market. Ze noemden het "Kilvert & Forbes" naar de meisjesnamen van hun moeders. Kerry verkocht zijn belang in de onderneming in 1988.
Alhoewel zijn advocatenpraktijk een succes was, was Kerry nog steeds geïnteresseerd in een overheidsfunctie. Hij besloot opnieuw de verkiezingen in te gaan voor verkiezing tot luitenant gouverneur van Massachusetts. Hij won met een kleine marge in de Democratische voorverkiezingen van 1982. De combinatie, met Michael Dukakis als de gouverneurskandidaat, won de algemene verkiezing zonder problemen.
De post van luitenant gouverneur bracht op zich weinig verantwoordelijkheden met zich mee. Dukakis delegeerde echter extra aandachtsgebieden naar Kerry. In het bijzonder leidde zijn interesse in milieubescherming ertoe dat hij sterk betrokken raakte bij de zure-regenproblematiek. Zijn werk droeg bij tot een resolutie van de National Governors Association in 1984 die een voorloper was van de amendementen in 1990 op de federale Clean Air Act.
Een van de senatoren uit Massachusetts, Paul Tsongas, maakte in 1984 bekend dat hij om gezondheidsredenen terug zou treden. Kerry besloot om voor de zetel te gaan. Evenals in de race voor luitenant gouverneur in 1982 kreeg hij geen instemming van de partijbonzen bij de Democratische conventie. Evenals in 1982, won hij nipt de voorverkiezingen. In zijn campagne beloofde hij liberalisme te combineren met een strikte begrotingsdiscipline. Hij werd als Democratisch kandidaat verkozen, ondanks een natie-brede verschuiving naar de Republikeinen, die samenhing met de herverkiezing van de Republikeins president Ronald Reagan. In de toespraak ter gelegenheid van zijn verkiezingsoverwinning verzekerde Kerry dat zijn winst betekende dat de burgers van Massachusetts "het beleid van zelfzuchtigheid en het idee dat vrouwen tweede-klas burgers zijn ruimhartig verworpen hebben". Kerry werd als senator ingezworen in 1985.

## Optreden in de Amerikaanse senaat (1985-2013)

### Ontmoeting met Ortega

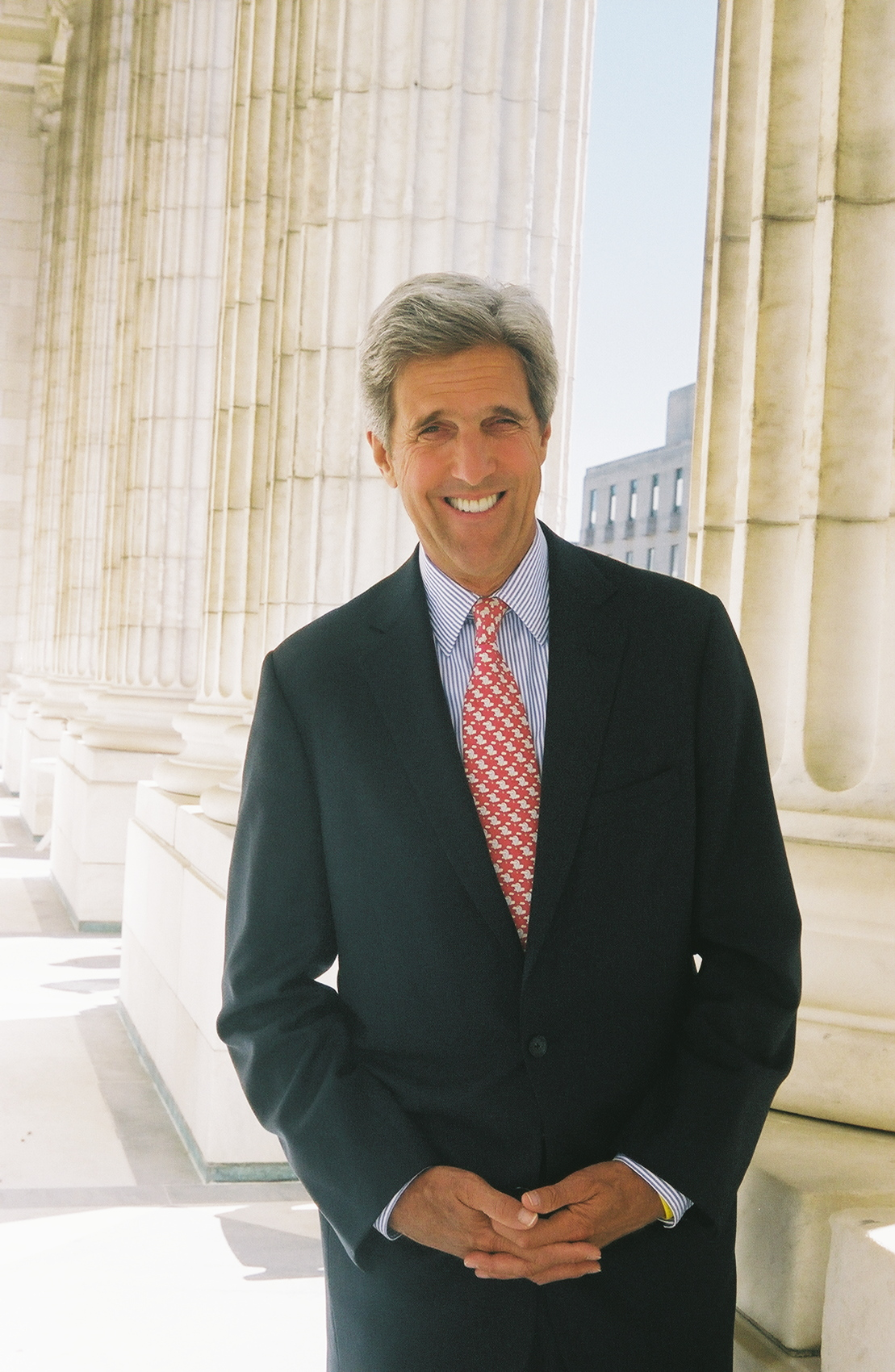
Kerry als Senator

Op 18 april 1985, een paar maanden na het aanvaarden van zijn senaatszetel, reisden hij en senator Tom Harkin uit Iowa naar Nicaragua en ontmoetten daar president Daniel Ortega. Alhoewel Ortega democratisch verkozen was, werd de reis bekritiseerd omdat Ortega en zijn linkse Sandinistische regering sterke banden had met Cuba en de Sovjet-Unie. De Sandinistische regering werd bestreden door rechtse, door de CIA gesteunde rebellen, bekend als de Contra's. Terwijl ze in Nicaragua waren, spraken Kerry en Harkin met personen aan beide zijden van het conflict. Ortega bood via de senatoren een staakt-het-vuren aan in ruil voor het stoppen van steun aan de Contra's. Het aanbod werd door de regering van president Reagan afgewezen omdat het een propaganda-initiatief zou zijn om het congres te beïnvloeden voor een stemming om 14 miljoen dollar vrij te maken voor hulp aan de Contra's. Kerry antwoordde echter: "Ik ben bereid het risico te nemen om de goede bedoelingen van de Sandinista's te testen." Het congres keurde de Contrahulp af, maar Ortega vloog de volgende dag naar Moskou om een lening van 200 miljoen dollar te regelen, een actie die het congres er toe bracht zes weken later een nog groter hulppakket voor de Contra's van 27 miljoen dollar goed te keuren.

### Hoorzittingen Iran-Contra-affaire
In april 1986 stelden Kerry en senator Christopher Dodd, een Democraat uit Connecticut, voor dat Senaatscommissie voor buitenlandse relaties hoorzittingen zou houden over beschuldigingen dat de Contra's betrokken waren bij drugshandel in cocaïne en marihuana. Senator Richard Lugar uit Indiana, de Republikeinse voorzitter van de commissie ging akkoord met de hoorzittingen.
Ondertussen begon Kerry's staf haar eigen onderzoekingen, en op 14 oktober brachten ze een rapport uit dat illegale activiteiten van luitenant-kolonel Oliver North onthulde, die een privénetwerk had opgezet, waarin de Amerikaanse Nationale Veiligheidsraad en de CIA militair materieel aan rechtse Nicaraguaanse rebellen (Contra's) leverde. Feitelijk werden North en leden van de regering door Kerry's rapport beschuldigd van illegale financiering en bevoorrading van gewapende militanten zonder toestemming van het congres.
Deze partijen zouden betrokken zijn bij het vervoeren van cocaïne en marihuana naar de VS, waarbij de winst uit de verkopen gebruikt werd voor wapentuig voor de Contra's. Het onderzoek riep volgens Kerry's rapport "serieuze vragen op over of de Verenigde Staten zich de afgelopen jaren aan de wet gehouden heeft in zijn handelen met de Contra's". Het Kerryrapport ontketende een storm aan controverses en vormde het begin van jarenlange onderzoeken, hoorzittingen en op televisie uitgezonden openbare enquêtes, die samen wel de Iran-Contra-affaire genoemd worden. Op 4 mei 1989 werd North veroordeeld op beschuldigingen gerelateerd aan de Iran-Contracontroverse, waaronder drie misdrijven. Op 16 september 1991 werd de veroordeling van North in hoger beroep nietig verklaard, omdat Norths getuigenis voor het congres, die onder onschendbaarheid plaatsvond, de getuigenis in de rechtszaak zou kunnen hebben beïnvloed.

### Andere onderzoeken
Kerry's onderzoek verbreedde zich uiteindelijk, waarbij het accent verlegd werd van de Contra's naar de Amerikaanse bemoeienis met Cuba, Haïti, Panama en Honduras. In 1989 bracht hij een vernietigend rapport uit dat de vloer aanveegde met de regering-Reagan wegens het ondermijnen en negeren van de antidrugsinspanningen om andere doelen in het buitenlands beleid voor elkaar te krijgen. Het rapport stelde dat de Amerikaanse regering in de jaren tachtig "een oogje dichtkneep" voor de corruptie en drugshandel van door de CIA gesteunde Manuel Noriega, die de Contra's ondersteunde. Kerry's rapport concludeerde dat de CIA en het ministerie van Buitenlandse Zaken hadden geweten dat "individuen welke steun gaven aan de Contra's betrokken waren bij de drugshandel (...) en elementen uit de Contra's zelf bewust financiële en materiële hulp uit de drugshandel ontvingen". Alhoewel sommige critici Kerry erop aanvielen dat hij een "samenzweringsfantast" was, gaf de inspecteur-generaal van de CIA tien jaar later een stel rapporten vrij die Kerry's conclusies bevestigden.

### Kerry en de regering van George H.W. Bush
Op 15 november 1988 maakt Kerry op een zakenontbijt in East Lynn een grap over de gekozen George H.W. Bush en zijn vicepresident waarbij hij zei: "als Bush wordt neergeschoten dan heeft de geheime dienst opdracht om Dan Quayle te neer te schieten". Hij bood de volgende dag verontschuldigingen aan.
Gedurende hun onderzoek naar Noriega vond Kerry's staf redenen om aan te namen dat de in Pakistan gevestigde Bank of Credit and Commerce International (BCCI) betrokken was bij Noriega's drugshandel en witwaspraktijken. Dit leidde tot een apart onderzoek naar BCCI in 1991. In december 1992 brachten Kerry en senator Hank Brown, een Republikein uit Colorado, een rapport over het BCCI-schandaal uit. Het rapport toonde aan dat de bank aan oplichting deed en samenwerkte met terroristen, onder wie Aboe Nidal. Het veegde de vloer aan met het ministerie van Justitie, de Amerikaanse douane en de Federal Reserve, alsook met invloedrijke lobbyisten en de CIA.
Een van de sleutelfiguren in de regering-Bush die werd bekritiseerd voor zijn aanpak van de kwestie was Robert Mueller, de toenmalige Deputy Attorney General (viceminister van justitie). Mueller werd bekritiseerd om zijn trage optreden gedurende het onderzoek. Kerry werd zelf in sommige kringen bekritiseerd omdat hij niet harder doorzette dan sommige Democraten wilden en hij werd ook bekritiseerd omdat hij achter sommige van zijn eigen partijleden aan zou hollen, inclusief de voormalig minister van defensie Clark Clifford. Het BCCI-schandaal werd later overgedragen aan de openbaar aanklager van het district Manhattan.

### Kerry en Irak

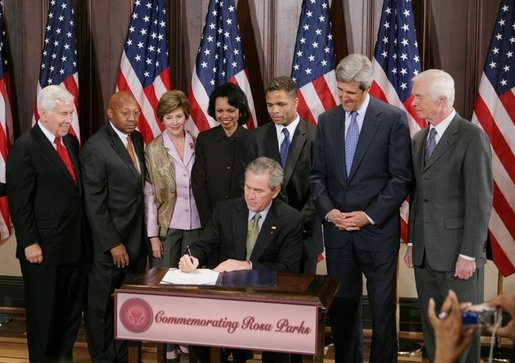
Kerry en andere ambtenaren kijken toe hoe president George W. Bush de Rosa Parks wet inwerking stelt

In 1991 stemde Kerry tegen de wet die president George H.W. Bush toestond een oorlog tegen Irak te beginnen. De Verenigde Naties hadden sancties opgelegd aan Irak en Kerry vond dat de sancties die ingesteld waren meer tijd nodig hadden om effect te hebben.
De tweede president Bush stelde dat Irak onder Saddam Hoessein actief massavernietigingswapens produceerde. Kerry noemde "de dreiging van Saddam Hoesein met massavernietigingswapens" zijn belangrijkste reden om de resolutie te steunen die Bush toestond gewapend geweld in Irak te gebruiken. Op basis van deze resolutie viel Bush in 2003 Irak binnen. Toen de hierna volgende bezetting van Irak er niet in slaagde om bewijs van massavernietigingswapens te vinden viel Kerry Bush aan met de beschuldiging dat Bush het land misleid zou hebben: "Als de president van de Verenigde Staten naar u kijkt en u iets vertelt, dan moet er enig vertrouwen zijn". Desondanks heeft Kerry veel liberalen tegen zich in het harnas gejaagd door te zeggen dat hij er geen spijt van heeft dat hij een van de 29 Democratische senatoren was die de resolutie steunden. Hij zette uiteen dat hij hoopte dat het dreigen met geweld Saddam ertoe zou bewegen met de resoluties van de Verenigde Naties in te stemmen, maar niet dat de regering-Bush roekeloos de oorlog in stormde.
Bush bekritiseerde Kerry omdat die in september 2003 stemde tegen een wet waarbij 87 miljard extra werd vrijgemaakt voor uitgaven in Afghanistan en Irak. De Bush-campagne viel Kerry ook aan omdat hij zei dat hij "eigenlijk voor de 87 miljard stemde, totdat hij tegenstemde". Kerry ondersteunde namelijk mede een wetsvoorstel dat de 87 miljard zou hebben vrijgemaakt door enkele van de belastingverlagingen van Bush terug te draaien, maar stemde tegen de wet die de 87 miljard zonder financiële dekking vrij zou maken.
Kerry beweerde ook dat Irak een afleidingsmanoeuvre was om de aandacht af te leiden van de oorlog tegen terreur en Osama bin Laden.

## Presidentsverkiezingen 2004

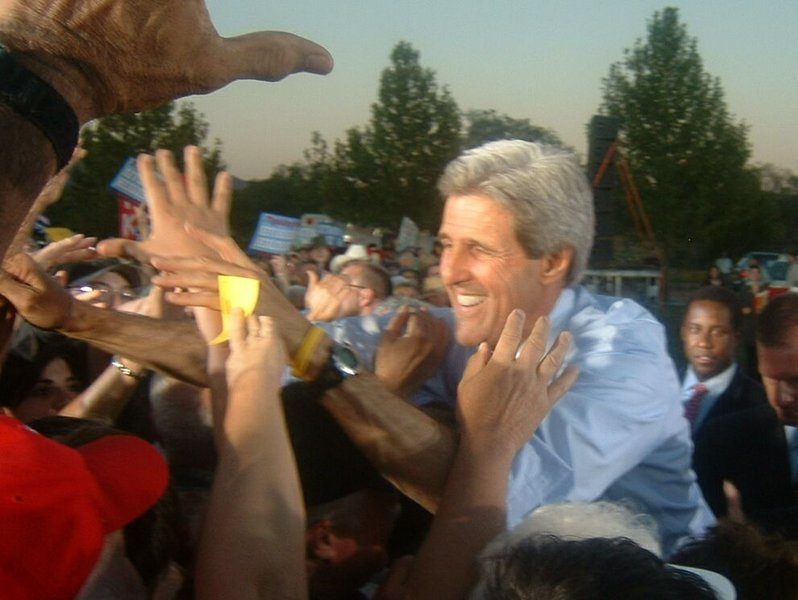
John Kerry tijdens zijn campagne voor de Amerikaanse presidentsverkiezingen van 2004

In 2004 nam Kerry het in de Amerikaanse presidentsverkiezingen op tegen de zittende president, George W. Bush. In februari van dat jaar werden de eerste voorverkiezingen voor de Democraten gehouden in Iowa. John Kerry werd aanvankelijk vrij kansloos geacht omdat zijn tegenstanders John Edwards, Howard Dean en Wesley Clark beter scoorden in peilingen. Tegen de verwachtingen in won Kerry echter met ruime meerderheid. De verklaring die hiervoor werd gegeven was dat Kerry beter in staat zou zijn het tegen Bush op te nemen dan zijn opponenten. Op 6 juli 2004 werd bekend dat John Edwards running mate werd (de beoogde vicepresident).
De campagne werd een van de felste sinds tijden. Kerry gooide zijn militaire prestaties in Vietnam in de strijd, waarna de tegenstanders alles deden om deze in diskrediet te brengen. De campagnes van de Swift Boat Veterans for Truth speelden daarbij een belangrijke rol. Ook werd Kerry's stemgedrag in de senaat als wispelturig afgeschilderd. Kerry sloeg terug met de rampzalige staat van de begroting, de verslechterde buitenlandse relaties, de slechte prestaties in Irak en de economie die er niet zo rooskleurig voor zou staan als Bush beweerde.
De verkiezingen waren een nek-aan-nekrace en gevreesd werd voor een herhaling van het scenario in Florida tijdens de verkiezingen van 2000. Tijdens die verkiezingen zorgden hertellingen en gerechtelijke procedures in Florida voor een uitgesteld definitieve uitslag. Dit scenario bleef echter dit keer uit, alhoewel niet direct duidelijk was wat de uitslag was. Er was met name onduidelijkheid over de sleutelstaat Ohio, die uiteindelijk werd gewonnen door Bush. Uiteindelijk eindigde Kerry met 59 miljoen stemmen en 251 kiesmannen, tegenover 62 miljoen stemmen en 286 kiesmannen voor George W. Bush.

## Presidentsverkiezingen 2008
Kerry liet op 24 januari 2007 weten niet mee te zullen doen aan de presidentsverkiezingen van 2008. Tijdens deze verkiezingen voerde Kerry campagne samen met Barack Obama. Kerry werd voorzitter van de Senaatscommissie voor Buitenlandse Zaken. In 2010 schreef hij een vredesplan uit voor de Golanhoogten tussen Syrië en Israël voor land voor vrede.

## Minister van Buitenlandse Zaken (2013-2017)

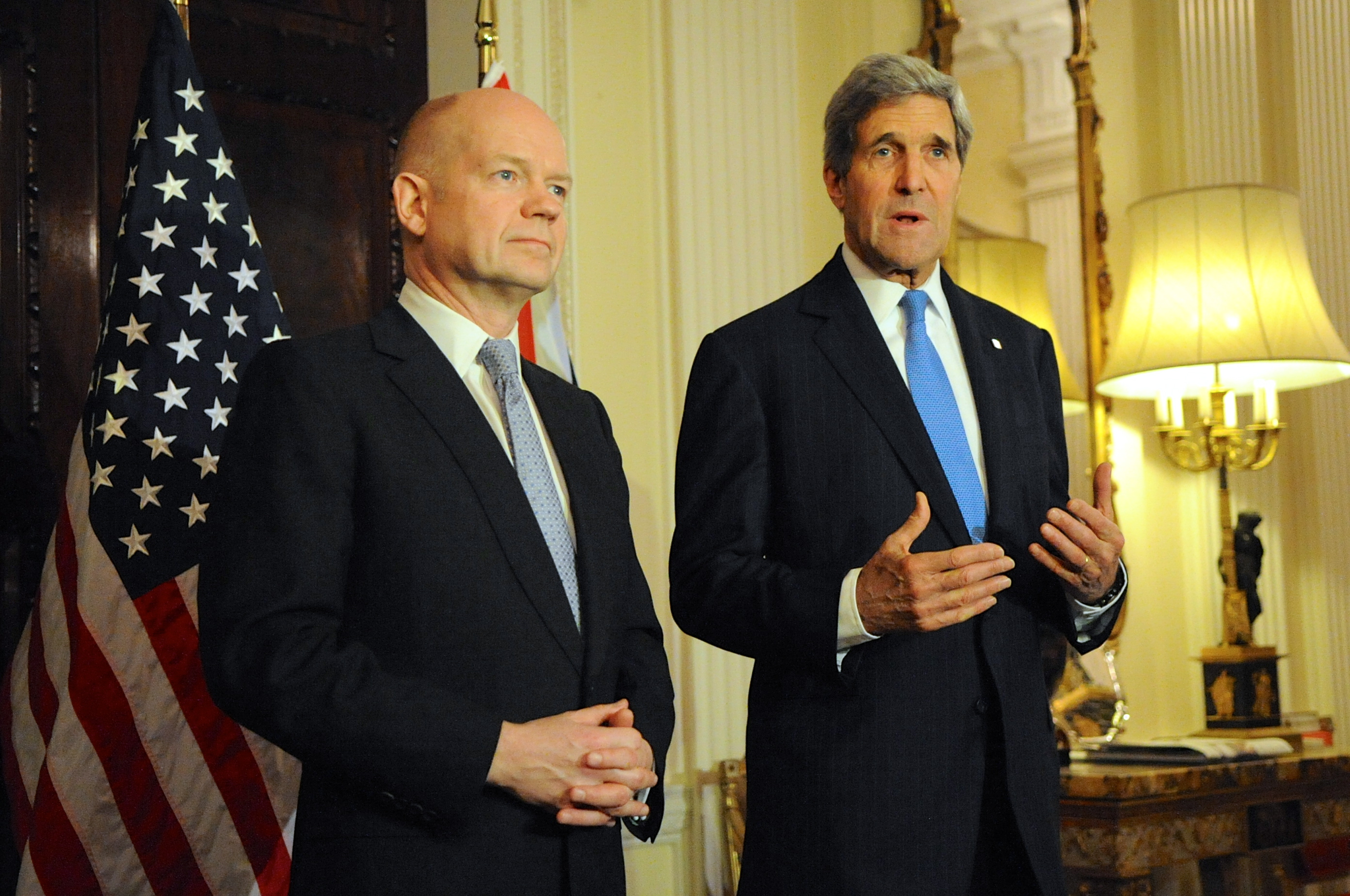
Kerry met William Hague in 2013

Op 21 december 2012 werd hij genomineerd door president Obama om Hillary Clinton op te volgen als  minister van Buitenlandse Zaken. Op donderdag 24 januari 2013 vond in de Amerikaanse Senaatscommissie voor Buitenlandse Zaken de hoorzitting plaats voor zijn benoeming. Op 29 januari kreeg hij unanieme goedkeuring van de senaatscommissie voor zijn benoeming. Enkele uren later werd Kerry ook goedgekeurd door de Senaat, met 94 stemmen voor en 3 tegen. Op 13 oktober 2013 werd bekend dat John Kerry een akkoord heeft gesloten met de Afghaanse president Hamid Karzai over een langer verblijf van het Amerikaanse leger in Afghanistan na 2014.
In 2015 ondertekende Kerry namens de VS het Klimaatakkoord van Parijs.
Op 5 februari 2014 maakte hij in een interview met nieuwszender CNN bekend dat hij uit de politiek zou stappen in 2017, bij het eindigen van zijn ambtstermijn. Maar in november 2020 kwam hij daarop terug, toen president-elect Joe Biden hem benoemde tot "klimaatambassadeur" van zijn regering. Hij kreeg de opdracht om de VS terug te brengen in het Klimaatakkoord van 2015, dat door president Trump was opgezegd. Kerry bleef klimaatgezant tot maart 2024, toen hij aftrad om zich te concentreren op Bidens herverkiezingscampagne voor de presidentsverkiezingen later dat jaar.
In mei 2024 werd Kerry door president Biden onderscheiden met de Presidential Medal of Freedom.

## Privéleven
Kerry trouwde in 1970 met Julie Thorne. In 1982 volgde de scheiding; het huwelijk werd in 1997 door de Rooms-Katholieke Kerk ontbonden. In 1995 hertrouwde hij met Theresa Heinz, de weduwe van senator John Heinz. Uit zijn eerste huwelijk heeft Kerry twee dochters.